# Зверев, Сергей Афанасьевич
Сергей Афанасьевич Зверев (25 июня (6 июля) 1900 — 7 марта 1973) — якутский народный певец и сказитель Олонхо. Член Союза писателей СССР (1939), Заслуженный работник культуры РСФСР и ЯАССР.

## Биография
Сергей Афанасьевич Зверев — Кыыл Уола родился 25 июня (6 июля) 1900 года (по другим сведениям 19 августа 1891 года) в Тюбяйском наслеге Сунтарского улуса Якутской области. Более 20 лет батрачил. Затем работал шахтёром на Бодайбинских золотых приисках, столяром на Кемпендяйском солеваренном заводе. Вступил в колхоз, был председателем колхоза. В 1940—1945 годах — артист Нюрбинского колхозного театра.

## Творчество
Якустким народным эпическим искусством Олонхо Сергей Зверев увлёкся ещё в детстве. Его дед Антон Дьапта и Афанасий Антонов — Кыыл Охонооhой были известными олонхосутами.
В своих произведениях Зверев воспевал природу, жизнь и быт якутского народа. В годы Великой Отечественной войны создал ряд патриотических песен, преисполненных верой в победу («Барааччы ырыата», «Аіа алгыЇа», «Эбэ алгыhа», «Кыайыахпыт», «Уотунан тыыммыт уоттан умсуо»). После войны создал произведения «Улуу Москуба туһунан тойук» («Сказание о великой Москве»), «Плотина мегинцев» и другие. Поэма Зверева, посвящённая Москве, была переведена на русский язык и была высоко оценена в газете «Правда» в дни празднования 800-летия города. В 1947 году Зверев был приглашён в Якутский государственный музыкально-драматический театр в качестве консультанта при постановке первой якутской героико-эпической оперы «Ньургун Боотур». В соавторстве с Г. Васильевым он написал крупную поэму «Айхал эйиэхэ аар тайҕа» («Слава тебе, седая тайга»), посвящённую зарождению алмазной промышленности в Якутии. В 1953 году был опубликован сборник его произведений Сергея Зверева «Мин сүрэҕим» («Моё сердце»).
Сергей Зверев является одним из основоположников якутской танцевальной культуры. Он создал более 30 танцев: «Алгыс», «Ситим», «Сэлбэрээскэ», «Хотой», «Кымыс Ўрдэ» и другие. В 1959 году поставил оперу-балет «СуоЇалдьыйа Толбонноох». Наиболее известнным его танцевальным произведением является танец «ОЇуордар» («Узоры»), неоднократно демонстрировавшийся на сценах Москвы и других городов. Танцы Сергея Зверева основаны на якутской национальной культуре.

## Семья
У Сергея Афанасьевича Зверева 14 детей от двух браков.

## Сочинения
- Мин сүрэҕим. — Дьокуускай: Кинигэ изд-вота, 1953. — 60 с.
- Айхал эйиэхэ, аар тайҕа / С. А. Зверев, Г. М. Васильев. — Дьокуускай: Кинигэ изд-вота, 1958. — 48 с.
- Икки үйэ. — Дьокуускай: Кинигэ изд-вота, 1964. — 103 с.
- Аман өс. — Дьокуускай: Кинигэ изд-вота, 1971. — 294 с.
- Күрүлэс күргүөм күннэргэ: Культура дьиэлэригзр, фольклорнай коллективтарга көмө / Хомуйда В. В. Илларионов, Л. Ф. Рожина. — Бэрдьигэстээх, 1992. — 39 с.
- Улуу Москуба туһунан тойук: Поэма / Хомуйан оҥордо Д. С. Зверев. Худож. Н. Игнатьев. — Дьокуускай, 1999. — 74 с.
- Алгыс: Якут. танцы, / Сост. А. Г. Лукина, М. З. Сивцева, Р. П. Макарова. — Якутск: Нац. кн. изд-во РС (Я), 1992. — 150 с.
- Сказание о великой Москве. — Якутск: Кн. изд-во, 1947. — 16 с.
- Сказание о великой Москве: С компакт-диском «Музыкальный фольклор народа саха» по произведениям, мелодией и в исполнении С. А. Зверева. — Смоленск, 1999. — 111 с. — Якут., рус., англ., нем., франц.
- Сказание о великой Москве: Поэма / Пер. А. Лаврин; Худож. В. Игнатьев; Авт текстов и сост. Д. Зверев. — Якутск, 1999. — 66 с.; То же: / Пер. на звен. Д. Кривошапкин. — 86 с.; / Пер. на англ. А. Скрябин. — 58 с.; / Пер. на нем. С. Новгородова. — 62 с.; / Пер. на франц. Л.Сабарайкина. 58 с.